# Cato Cocozza
Cato Cocozza (født 18. marts 1984 i Oslo) er en norsk ishockeyspiller, der spiller for  Grüner. Han har tidligere spillet for  Frisk Asker, Sparta Warriors , Vålerenga, Manglerud Star, og Lørenskog. Hans moderklub er Hasle Løren. I perioden 2000-2003 var han studerende ved Norges Toppidrettsgymnas i Bærum. Han er nu tilbage som lærer og træner ved NTG-U i Bærum.